# Aeolus (Musiklabel)
Aeolus ist ein deutsches Klassik-Label mit Schwerpunkt Orgelmusik und Alte Musik.

## Beschreibung
Das Label wurde 1997 von den Tonmeistern Christoph Martin Frommen und Ulrich Lorscheider (Absolventen des Diplomstudiengangs „Ton- und Bildtechnik“ mit Instrumentalfach Orgel an der Robert Schumann Hochschule und Fachhochschule Düsseldorf) gegründet und seither betrieben. Der Schwerpunkt liegt bei Orgelmusik, aber auch Klaviermusik, bzw. Alte Musik in Solo und Ensembles ist erhältlich. Seit geraumer Zeit werden vorwiegend SACDs produziert, die vielseitige und „audiophile“ Verwendung, auch in mehrkanaliger Wiedergabe ermöglichen sollen. Besonderer Wert wird auf angemessene Aufnahmetechnik/-qualität und umfassende Hintergrundinformationen zu Instrument, Werk und Interpret/Interpretin gelegt. Zahlreiche Einspielungen wurden ausgezeichnet (u. a. Echo Klassik, Preis der deutschen Schallplattenkritik, Diapason d’or).
Ein Großprojekt war die jahrelange Arbeit an der Einspielung sämtlicher Orgelwerke von Johann Sebastian Bach an elsässischen Silbermann-Orgeln mit Ewald Kooiman, die nach seinem Tod von dreien seiner ehemaligen Schüler vollendet wurde.

## Interpretinnen und Interpreten (Auswahl)
- Bob van Asperen
- Martin Bambauer
- Daniel Beckmann
- Léon Berben
- Frédéric Blanc
- Andreas Böhlen
- Winfried Bönig
- Suzanne Chaisemartin
- Pierre Cogen
- Marcel Dupré
- Markus Eichenlaub
- Thierry Escaich
- Zuzana Ferjenčíková
- Gerhard Gnann
- Ute Gremmel-Geuchen
- Naji Hakim
- Ketil Haugsand
- Maria-Magdalena Kaczor
- Thomas Kiefer
- Bernhard Klapprott
- Stefan Klöckner
- Ewald Kooiman
- Otto Maria Krämer
- Christoph Kuhlmann
- Samuel Kummer
- Olivier Latry
- Michelle Leclerc
- Klaus Mertens
- Stéphane Mottoul
- Andreas Post
- Daniel Roth
- Martin Schmeding
- Serge Schoonbroodt
- Jaap ter Linden
- Stephen Tharp
- Elke Voelker
- Gerd Zacher